# Cindy Sherman
Pour les articles homonymes, voir Sherman.
Cindy Sherman, née le 19 janvier 1954 à Glen Ridge, est une artiste et photographe américaine contemporaine. Ses créations s'inscrivent dans une tendance fictionnelle et elle est généralement considérée comme une des représentantes de la photographie plasticienne, à l'opposé de tout esthétisme documentaire. Elle travaille sans assistant, et avec un seul modèle, elle-même. Elle vit à New York.

## Biographie
Née en 1954 à Glen Ridge, Cindy Sherman a grandi à Huntington, sur l'île de Long Island, la plus jeune d'une fratrie de cinq enfants. Le plus jeune avant elle était de neuf ans son aîné, et Sherman se sentait seule. Ses parents ont déménagé peu après sa naissance. Adolescente, elle est obsédée par l'apparence. Durant ses études artistiques à l'Université d'État de New York à Buffalo, elle s'intéresse d'abord à la peinture puis se tourne vers la photographie,,. Elle est diplômée en 1976 et s'installe à Manhattan en 1977 où elle commence à réaliser, en particulier, la série de photographies, Untitled Film Stills, qu'elle termine en 1980,.
En 1979 a lieu sa première exposition personnelle à Hallwalls (en), espace d'exposition indépendant qu'elle a créé avec deux autres artistes qui sont ses condisciples universitaires : Robert Longo et Charles Clough (en). Ses créations photographiques et expositions se succèdent ensuite sur plusieurs décennies, rythmées par des séries,,. Plusieurs rétrospectives ont été présentées sur son œuvre au fil des ans, par exemple au MoMA en 2012, à Bordeaux en 1999,, ou à Paris en 2020/2021, mais aussi à Chicago, à Los Angeles, etc..
En 2011, la marque de cosmétique M·A·C lui propose d'utiliser ses images pour ses publicités.
Elle joue le rôle de la Prima Donna dans le film Prima Donna: A Symphonic Visual Concert, qui accompagne un spectacle créé par Rufus Wainwright à partir de son opéra Prima Donna.
L’image de Cindy Sherman est diffusée à l'international grâce au soutien de la famille Vuitton dont elle devient l’égérie et qui utilise plusieurs de ses créations lors de défilés notamment durant le  défilé Vuitton Awards de 1968. Couronnée de succès, elle est l'une des artistes les mieux payées de son temps. Pour Roberta Smith (en), « Elle est peut-être la première femme de l'histoire de l'art moderne dont la carrière se conforme dans ses grandes lignes à celles de figures comme Pablo Picasso, Jasper Johns ou Bruce Nauman : une artiste intrinsèquement précoce, innovante, prolifique et influente qui a bénéficié d'une large reconnaissance - et d'un succès commercial - pratiquement depuis sa première apparition, au début des années 1980, et qui ne s'est jamais reposée sur ses lauriers, mais a persisté, décennie après décennie, avec des travaux intéressants et surprenants ».

## Œuvre

### Photographies
Cindy Sherman considère que ses photographies sont à comprendre comme de l'art conceptuel. Son travail ne cherche pas à satisfaire une esthétique, ni à documenter une réalité. Ses créations s'inscrivent dans une tendance fictionnelle,. Elle est son seul modèle, incarnant des femmes de tout âge et même des hommes, et crée ainsi une sorte de théâtre photographique. Ses autoportraits, où elle se met ainsi en scène dans des costumes et des attitudes variées, sont autant de questionnements sur l'identité et ses modes de représentations. Elle refuse la notion de types sociaux qui seraient ancrés dans la société. D'ailleurs ses photographies refusent toute identité : elles sont Untitled, restant libres à toute interprétation. Les influences de son œuvre sont nombreuses et se réfèrent à des imageries très différentes, de l'image picturale et cinématographique à l'image de publicité, de magazine, de mode ou encore à l'image érotique,.
En mai 2011, sa photographie Untitled no 96 est adjugée pour 3 890 000 $ chez Christie's, établissant un nouveau record mondial pour une photographie.

### Films
- Doll Clothes, 1975 Court métrage (2 min).
- Office Killer (en), 1997, avec Jeanne Tripplehorn, Molly Ringwald, Carol Kane, Barbara Sukowa et Michael Imperioli Il s'agit du premier long métrage de Cindy Sherman, film d'horreur traitant de la place de la femme dans la société et de dimensions historiques.

### Séries
- Les premières séries, durant les années d'étudiante ou de jeune diplômée Si la série « Untitled Film Stills » est celle qui la fait connaître, elle a porté à la connaissance du public, plus tardivement, des travaux qui ont précédé cette série, alors qu'elle terminait ses études ou était une jeune diplômée, tels la série «Bus Riders»[19] où elle interprète des passagers fictifs d'un bus, la série «Murder Mystery» où elle imagine les personnages d'un film policier, ainsi que des courts métrages de quelques minutes comme «Doll Clothes». Dans ces travaux, elle crée déjà des fictions avec un modèle exclusif jouant les différents rôles, elle-même, et un goût pour le déguisement, la mise en scène (même si elle est artisanale) et l'observation des stéréotypes[19],[20]
- « Untitled Film Stills » , années 1977-1980 Série d’environ 69 photos en noir et blanc qui reprend le genre des « stills » des films de série B des années 1950. Chaque stills est l’image d’une femme stéréotypée, dans un décor réel. Ces photos présentent une inquiétante familiarité avec les images des films de série B, mais ne correspondent pourtant à aucun film[14]. Cette série montre aussi l'influence du cinéma sur la culture populaire[3]. Le visage de Cindy Sherman est une base neutre sur laquelle elle inscrit d’innombrables visages dans des myriades d’incarnations. Ces « stills » alimentent de nombreuses théories. Pour l’historien d’art Richard Brillant, ils sont des autoportraits. Pour David Rimanelli, (marxiste de l’École de Francfort), ils ne sont le portrait de personne puisque l’idée d’un sujet unitaire est en soi une fiction. Pour les féministes, les images définissent un sexe féminin privé de son individualité par les conventions sociales, les stéréotypes. La femme Cindy Sherman ne peut se définir qu’à travers un répertoire de rôles indiquant les limites que la société impose aux femmes.
- « Rear Screen Projections », 1980 Dans cette série, la première en couleur, Sherman se photographie devant des projections de diapositives[3], qui peuvent faire référence au monde et aux images de la télévision.
- « Centerfolds/Horizontals », 1981 Cette série est à l'origine issue d'une commande faite à l'artiste d'un portfolio pour le magazine Artforum. Ce travail n'a finalement pas été publié car les photographies ont été controversées. Pour ce travail, Sherman reproduit le cadre horizontal et serré sur des personnages féminins allongés, esthétique propre aux magazines et revues de charme[7]
- « Pink Robes », 1982 Galerie de portraits en demi-teintes sur un fond sombre. L'humeur du modèle (elle-même) y apparaît tantôt indécise tantôt ombrageuse, et l'indice sexuel tend à l'indifférenciation[6]
- « Fashion », 1983/1984/1993/1994 Cette série est issue de quatre commandes : une pour la revue Interview en 1983, une pour le magazine Vogue en 1984, une pour Harper's Bazaar en 1993 et une pour la maison Comme des garçons en 1994. Dans ses photographies, Sherman réinterprète et transforme les codes et les règles de la presse de mode pour créer des images dérangeantes qui transgressent les conventions de cette presse spécialisée. Elle est ironique, et son humour est grinçant : lumière dure, personnages caricaturaux, sourires figés, tenues extravagantes et ostentatoires,... Elle dénonce indirectement les critères de jeunesse, beauté, minceur et la vacuité de certaines photos de mode. Pour autant, ces femmes qu'elle interprète, semblent fragiles[7]
- « Fairy Tales », 1985 Des contes de fées qui deviennent des cauchemars[3]
- « Disasters », 1986-1989 Représentation baroque, et presque violente, de roches et de matières organiques, ou de femmes dans un fond de matières organiques[7]
- « History Portraits/Old Masters », 1988-1990 Avec les History Portraits, Cindy Sherman dévoile l’aspect artificiel de certaines œuvres de l’histoire de l’art en surenchérissant leur aspect artificiel et en les réinventant. Les tableaux qu’elle réalise sont remplis d’éléments comiques mais, au-delà, ils dévoilent quelque chose d’effrayant.
Pour Arthur Danto, les History Portraits sont des happenings qui mettent en question le rapport que nous avons avec l’art. Ils mettent en jeu la distance qui sépare le souvenir de la vérité. Le rapport entre les images de Cindy Sherman et leur original est comparable au souvenir incomplet d’un tableau face au tableau lui-même. Ils témoignent des processus déformant de la mémoire. Nous sommes dans l’espace entre ce que nous percevons et les images souvenir. Le fait qu’elle a travaillé à partir de reproductions corrobore la thèse de Baudrillard selon laquelle nous vivrions dans un monde de simulacre. Pour se « déguiser », elle utilise des prothèses : faux nez, moustaches, sourcils et beaucoup de « faux nichons » pour reprendre ses termes. Par ces accessoires extravagants, elle va plus loin qu’un simple travestissement, en rendant visible ce qui la métamorphose. Elle nous montre que les sujets des tableaux historiques étaient affublés de corps et de visages aussi conventionnels que leurs toilettes [3],[7]
- « Civil War », 1991 Représentations de corps disloqués et quelquefois putréfiés[7]
- « Sex Pictures », 1992 Elle met en scène des mannequins en plastique. Démembrée, la femme-tronc est réduite à un orifice. Sherman remet en cause les clichés des représentations sexuelles de la femme. Ces images constituent une charge contre la pornographie. La complaisance misogyne sous-jacente y est désarticulée comme une poupée déglinguée. La fascination pour le sexe en sort retournée : la violence pornographique devient dérisoire[6]
- « Horror and Surrealist Pictures », 1994-1996 Représentation d'assemblages de corps et de monstres, et quelquefois de figures de clowns inquiétantes[3]
- « Masks », 1994-1996  Portraits de masques ou de têtes avec de la résine. Un travail sur la notion de masque[3],[7]
- « Hollywood/Hampton Types », 2000-2002 Série, là encore d'un humour particulièrement grinçant, imaginant des comédiens oubliés d'Hollywood, à la recherche d'un emploi[3],[7]
- « Clowns », 2003-2004 Le masque de clown est le plus énigmatique des masques, à la fois drôle, pathétique et tragique. À regarder cette série, le rire s'étrangle. Cette série résulte aussi des attentats du 11 septembre 2001, des positionnements face au tragique et des questions engendrées par ces événements[21]
- « Society Portraits » 2008 Ces portraits dépeignent l’emprise du « jeunisme » sur les femmes. L’artiste, comme d'habitude seule modèle, semble vieillie, marquée par l'âge de manière assez outrancière.  Autoportraits en creux ? Le vieillissement surjoué est ironique, mais laisse  aussi poindre une empathie pour les femmes victimes, d'une certaine façon, de la notion de beauté féminine qui prédomine dans les sociétés occidentales contemporaines[7]
- « Flappers » (garçonnes)  2015-2018 Portraits évoquant d'anciennes starlettes ou garçonnes du début ou du milieu du XXe siècle. Peut rappeler la série qui la fait connaître, « Untitled Film Stills », en évoquant aussi l'univers cinématographique, mais en couleur, en grand format et avec peut-être plus d'empathie pour les personnages qu'elle interprète[16],[22],[17]

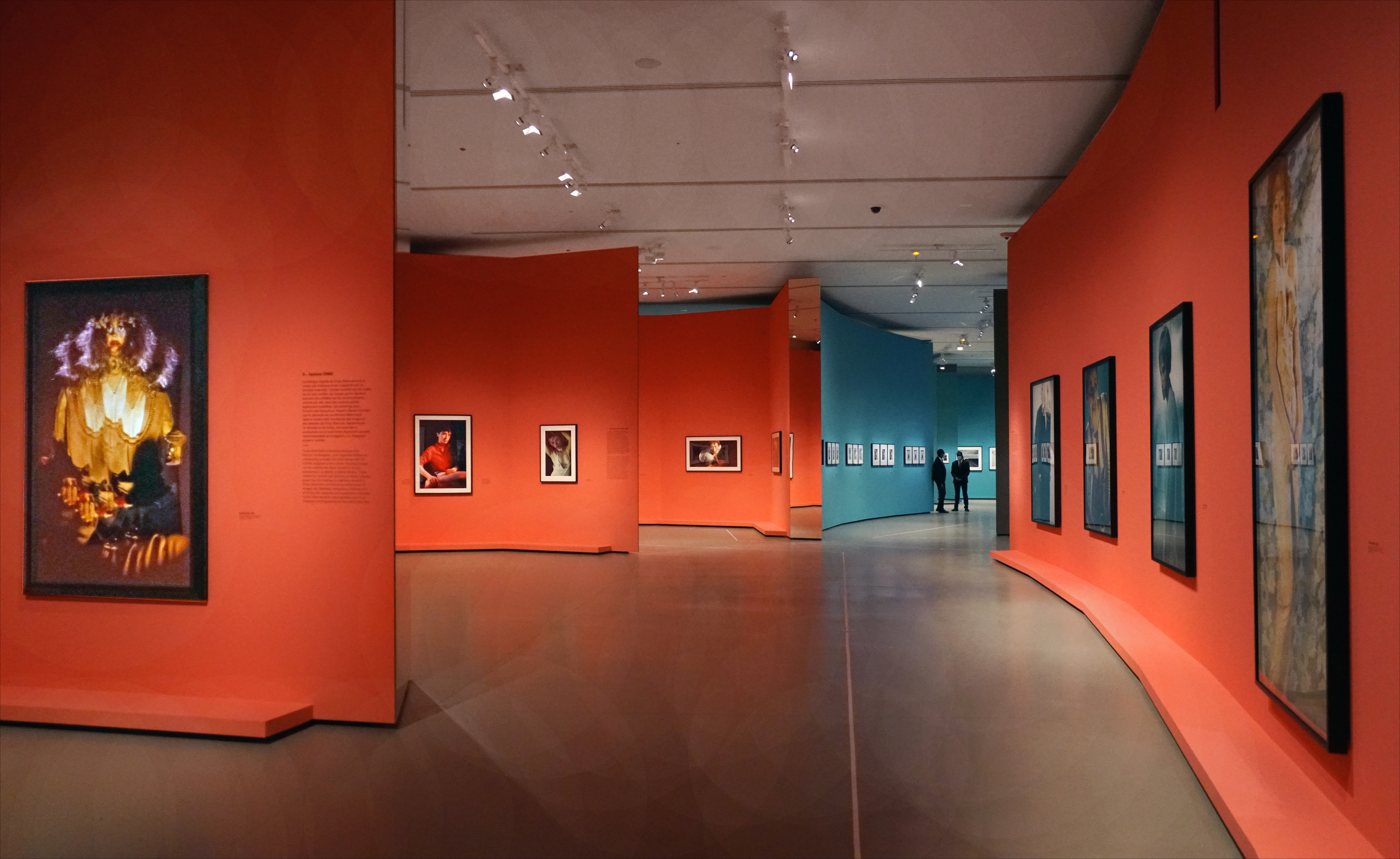
Rétrospective à la Fondation Louis Vuitton, à Paris en 2020.

## Expositions

### Expositions personnelles
Liste non exhaustive
- 1982 : Exposition monographique, Le Consortium.
- 1998 : « Scènes de la séduction » (exposition collective), Rencontres d'Arles.
- 2008 : « Female Trouble », Pinacothèque d'art moderne, Munich.
- 2012 : « The Complete “Untitled Film Stills” », Museum of Modern Art, New York[23].
- 2013 : « Untitled Horrors», musée d'art contemporain Astrup Fearnley, Oslo.
- 2013 : Commissaire à la Biennale de Venise.
- 2013 : « Cindy Sherman », National Portrait Gallery, Londres[24],[25].
- 2020 : « Cindy Sherman à la Fondation Louis Vuitton », Fondation Louis Vuitton, Paris[13].
- 2022 : Fondation Seralves, Porto
- 2024 : Musée de l'Élysée, Lausanne
- 2024 : Fondation pour la photographie Tanger

### Expositions collectives
- 2024 : Beauté fragile : photographies de la collection Sir Elton John et David Furnish rassemblant plus de 300 photographies de 140 photographes couvrant la période de 1950 à nos jours qui relatent l'histoire de la photographie moderne et contemporaine, explorant des thèmes tels que la mode, le reportage, le portrait de célébrités, le corps masculin et la photographie américaine, avec des œuvres de nombreux artistes contemporains, parmi lesquels notamment Diane Arbus, Richard Avedon, Lewis Baltz, William Eggleston, Bruce Davidson, Nan Goldin, Peter Hujar, David LaChapelle, Herman Leonard, Sally Mann, Robert Mapplethorpe, Zanele Muholi, Herb Ritts, Cindy Sherman, Alec Soth ou encore Ai Weiwei, Victoria and Albert Museum, South Kensington, Londres, du 18 mai 2024 au 5 janvier 2025 [26],[27],[28]

## Récompenses et distinctions
- 1999 : prix Hasselblad
- 2012 : prix Haftmann[29],[30]
- 2016 : Lauréate du Praemium Imperiale[31].

### Biblio-filmographie
- Arthur C. Danto, Cindy Sherman: Untitled Film Stills, Rizzoli, NY et Shirmer/moselVerlag, Munich, 1990
- Arthur C. Danto, History Portraits, Schimer/Mosel, Munich et Rizzoli, NY, 1991
- Patrick Roegiers, De Diane Arbus à Cindy Sherman, archétype, stéréotype et mythe de la femme américaine des années 60 à nos jours, dans l'ouvrage collectif Une aventure européenne, la photographie, 1955-1995 - Regards sur la création photographique contemporaine, points de vue et réflexions - À travers la collection de la Maison européenne de la photographie, Éditions de la Maison européenne de la photographie, 1996.
- Jean-Pierre Criqui, Régis Durand, Laura Mulvey, Cindy Sherman, Flammarion - Jeu de Paume, Paris, 2006
- Le réalisateur Bertrand Bonello a réalisé en 2004 un court métrage intitulé Cindy: The Doll Is Mine dans lequel les rôles de la photographe et de son modèle sont interprétés par Asia Argento.
- (en) Interview avec Cindy Sherman
- (en) Article sur les Untitled Film Stills
- Portrait : Cindy Sherman ou la femme « plurielle »
- Émission de France Culture en 2020 sur Cindy Sherman : Cindy Sherman, bas les masques !. Regards croisés d'une artiste, Valérie Belin, et de la commissaire d'exposition Louis Vuitton, Marie-Laure Bernadac, dans l'émission d'Olivia Gesbert : La grande table culture.